# Битка код Арколе
Битка код Арколе одиграла се 15-17. новембра 1796. године у варошици Арколе (близу Вероне) између Прве Француске Републике и Аустрије. Била је део Француских револуционарних ратова, и представља једну од првих победа младог генерала Наполеона Бонапарте.

## Позадина
Док је опседао аустријску тврђаву у Мантови новембра 1796, Наполеон се нашао у критичном положају, суочен са приближавањем надмоћније аустријске војске, која је кренула да разбије опсаду. Наполеон је донео смелу одлуку да се са главнином баци у позадину противника. И док је аустријски фелдмаршал Алвинци са око 30.000 људи кренуо ка Верони, Бонапарта је са 18 000 пошао из Вероне да га преко Сан Бонифача нападне из позадине.

## Битка
Ујутру, 15. новембра Наполеон је прешао реку Адиђе код Ронка на подигнутом пловећем мосту. Дивизија Масена заузела је Белфјоре, али дивизија Ожро безуспешно је нападала мост код Арколе. Узалудно је и Бонапарта јуришао на челу дивизије са заставом у руци. Арколе је заузето тек када га је бригада Гијеа обухватила са југа, прешавши претходно Адиђе код Албареда. Али, до краја дана Французи су ипак одбачени на десну обалу реке противнападом Алвинција који се окренуо на југ. Задржали су само мостобран код Ронка. Идућег дана поновни напад завршио се истим резултатом. Французи су се увече опет нашли на десној обали Адиђа. Отпор Аустријанаца сломљен је трећег дана око 15 часова, тек када је Ожро на импровизованом мосту прешао реку Алпоне близу њеног ушћа и напао Арколе с југа. Алвинци се повукао на Виченцу.

## Последице
Овом победом Наполеон Бонапарта сломио је трећи покушај Аустријанаца да деблокирају Мантову. Аустријанци су изгубили преко 6.000 људи (2.070 мртвих и рањених, преко 4.000 заробљених) и 11 топова, а Французи око 4.500 људи, међу њима и 10 генерала.